# ليو إيفانز
ليو إيفانز هو لاعب اتحاد الرغبي روسي، (ولد في بريزبان في أستراليا 1881  م).